# Marion Mattekat

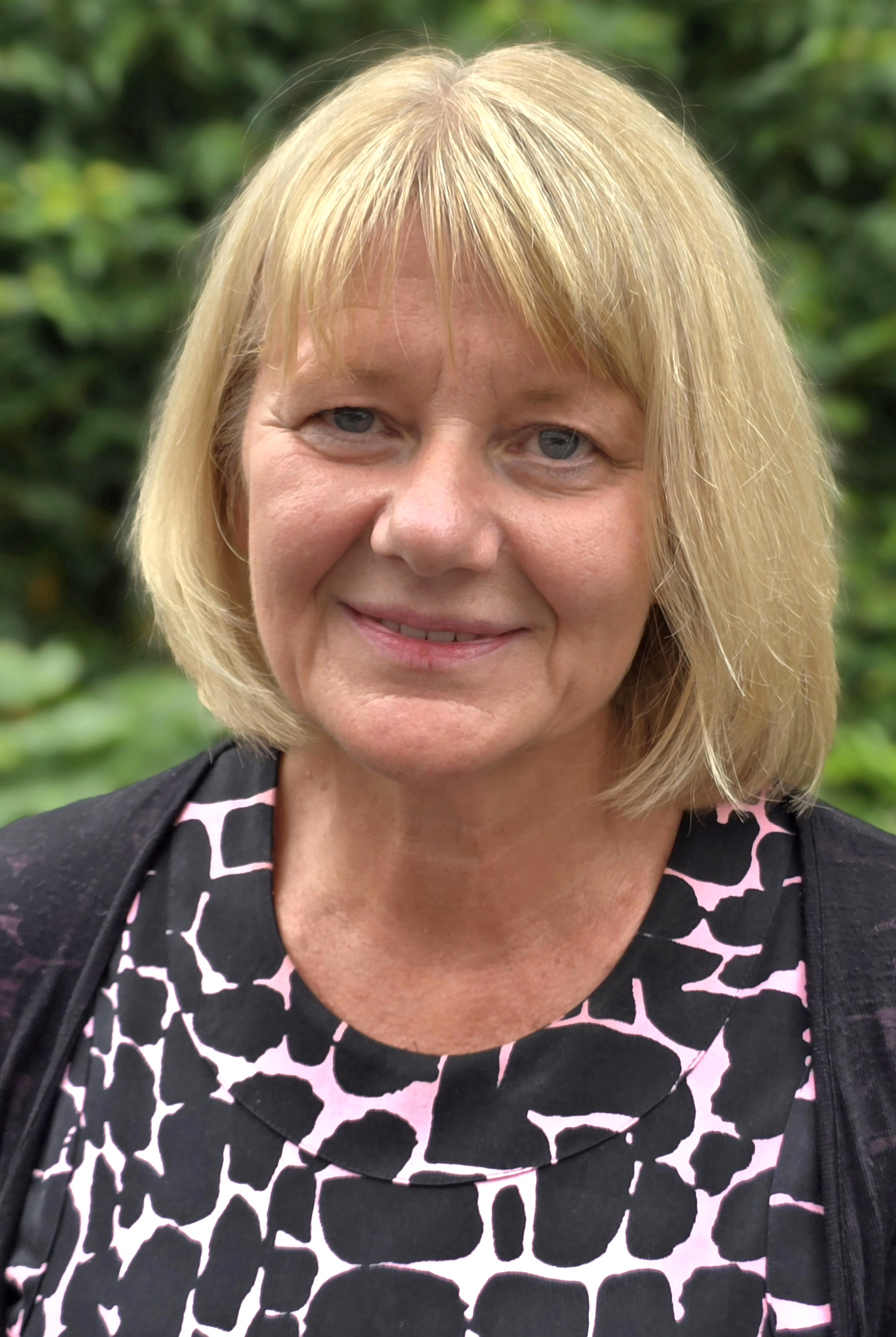
Marion Mattekat im Juni 2025

Marion Mattekat (geboren 1962 in Berlin) ist eine deutsche Bibliothekarin und seit 2004 Direktorin der Stadt- und Landesbibliothek Potsdam (SLB).

## Leben
Mattekat studierte an der Freien Universität Berlin und wirkte nach ihrem Abschluss als Diplom-Bibliothekarin ab 1985 zunächst in Bibliotheken in den damaligen Berliner Stadtbezirken Wedding und Kreuzberg, ab 1990 bis 1995 im Kinder- und Jugendbereich der Stadtbibliothek Bielefeld.
1996 wechselte sie nach  Potsdam, wo sie einige Jahre als Abteilungsleiterin für den Bereich Stadtbibliothek der SLB arbeitete, bevor sie 2004 die Leitung der Gesamteinrichtung übernahm. Im selben Jahr wurde sie 2004 Vorstands-Mitglied im Deutschen Bibliotheksverband (dbv), Landesverband Brandenburg. Zudem war sie
- 2007 bis 2019 Mitglied im Vorstand der Sektion 2 des dbv;
- von 2017 bis 2019 Vorsitzende der Sektion 2 des dbv
- und von 2019 bis 2022 Mitglied im dbv Bundesvorstand.[1]